# Fuente Santa
La llamada Fuente Santa fue una fuente de aguas termales, situada en el sur de la isla de La Palma, y a cuyas aguas se le atribuían propiedades curativas, siendo reconocidas tanto por los colonizadores europeos, como por los antiguos pobladores de la isla.

## Historia
La fuente de aguas termales medicinales (las crónicas de la época dicen que sus aguas curaban enfermedades de la piel) conocida como Fuente Santa se ubicaba en la costa del actual municipio de Fuencaliente (el nombre del pueblo viene precisamente de esa fuente), cerca de la actual Playa de Echentive. En el año 1677 la erupción del volcán de Fuencaliente sepultó con sus lavas la Fuente Santa.
Recientemente, la Consejería de Obras Públicas del Gobierno de Canarias en colaboración con el Ayuntamiento de Fuencaliente ha realizado un sondeo en la zona y ha hallado aguas subterráneas a 60 °C. El objetivo es que en un futuro se establezca en la zona una galería para extraer estas aguas y poderlas aprovechar en un balneario.
La Fuente Santa era un manantial termal que antaño surgía en la punta sur de la isla de La Palma, Canarias, siendo sepultada en el año 1677 por las coladas de la erupción del San Antonio. La fuente se situaba al pie de un elevado acantilado de 150 metros donde se hallaba una playa de callaos y allí se formaron dos charcas mareales que los enfermos denominaban de San Lorenzo y de San Blas. Gracias a sus nombres hoy sabemos en que consistían las terapias que se practicaban. Mientras manó, siglos XVI y XVII, fue visitada por insignes enfermos y curiosos entre los que cabe destacar por orden cronológico a Don Pedro de Mendoza y Luján, 1.º Adelantado de los Mares del Sur y del Río de La Plata, fundador de la ciudad de Buenos Aires; Don Alvar Núñez Cabeza de Vaca, 2.º Adelantado de Los Mares del Sur y conquistador de Uruguay, Paraguay y Argentina; Fray Gaspar de Frutuoso, eminente geógrafo portugués autor del libro Saudades da Terra; Leonardo Torriani, ingeniero de fortificaciones y funcionario de la corte de Felipe II; Fray Juan de Abreu Galindo, historiador y autor de una de las pocas descripciones de la Fuente Caliente que era como entonces se llamaba al traducir directamente el nombre de Tagragito que era como los auaritas, habitantes primitivos de La Palma, la denominaban.  El siglo XVII es el de la exaltación y gloria del manantial, venían a la isla enfermos desde toda Europa y América en busca de la curación de sus males, entre los que se citaba la sífilis, la lepra, el reumatismo, la artrósis y cualquier enfermedad de piel o cicatrización de heridas. El agua, transportada en cubas, se llevaba a Cuba y Amberes desde donde se vendía en pequeños recipientes por los dos continentes. La riqueza que generaba el agua de la Fuente Caliente logró que la renta per cápita de la isla fuese la mayor de las Canarias, el puerto de Santa Cruz de La Palma el más visitado e hizo que toda la punta sur se denominase con el topónimo de Fuencaliente como hasta ahora se llama. Incluso las necesidades de los enfermos provocaron la fundación de un pueblo que se llamó Las Indias por la riqueza que en él habitaba. Llegó un momento en que las curas que lograba este manantial eran tan asombrosas que se tildaron de milagrosas haciendo que la fuente cambiara de nombre y que de la Fuente Caliente pasase a denominarse la Fuente Santa.
Cuando mayor era la riqueza, cuando la santidad emanaba de las aguas y cuando la salud no era un problema para La Palma, de pronto todo se perdió. "El 13 de noviembre de 1677, un cuarto de hora puesto el sol, la tierra tembló y 23 bocas del Averno se abrieron al pie de la Montaña de Los Corrales". Así comienza el relato de Nicolás de Sotomayor donde cuenta como se vivieron los momentos de la erupción y la desesperación que reinaba por el peligro que entrañaban las coladas de sepultar el mítico manantial. Tras varios ríos de lava que se desviaron hacia el norte y hacia el sur de las escotaduras del acantilado donde a su pie estaban las charcas, al final, el 23 de noviembre de ese mismo año, diez días después de comenzada la erupción, un río de lava se dirigió por la Cuesta de Cansado hacia el punto donde nacía el acantilado que preservaba la fuente. Nada se pudo hacer, por las escotaduras cayeron toneladas de piedra que antecedían a las coladas sepultando las charcas y enterrándolas ante lo desesperados ojos de los palmeros y los enfermos. Después del alud de piedras vinieron las coladas y los derrumbes parciales del acantilado. Al final, allí donde había un acantilado y una playa de callaos a sus pies, ahora había una enorme rampa de escombros y coladas que bajo 70 metros de piedras habían enterrado la fuente y habían hecho retroceder el mar a 400 metros. Nunca la desesperación de una isla fue mayor.
La pérdida de este naciente supuso la brusca desaparición de la mayor fuente de riqueza que tenía la isla. En los primeros momentos se produjo en la isla una verdadera revolución en la que los partidarios de rescatarla y los de dejar la fuente sepultada, pues así lo había querido Dios, se enfrentaron tan violentamente que tuvo que intervenir la Inquisición enviando a su Primer Oficial Mayor del Santo Oficio en Canarias, Don Juan Pinto de Guisla, quien hizo un informe que junto a un cuadro en acuarela del momento de la desaparición de la fuente, con el volcán en plena erupción, se conserva en el Archivo Histórico Nacional de Madrid.
Durante más de tres siglos se buscó incansablemente la fuente. Hubo tantos intentos como generaciones han habitado la isla, dieciséis en total. Salvo el primer intento, realizado tan solo diez años después de sepultada la fuente y protagonizada por enfermos y palmeros que todavía guardaban recuerdo de la ubicación del manantial, los demás intentos desconocían el lugar exacto donde se encontraba enterrado el naciente termal. En todos los casos se intentó perforar un pozo que tras pasar los 70 metros de relleno de materiales emitidos por el volcán de San Antonio, llegaran a una de las dos charcas de San Lorenzo o de San Blas. El problema residía en dos factores. El primero era el de situar el brocal del pozo, pues debía hacerse en la vertical de las charcas, lo cual suponía saber el lugar exacto donde estaba la surgencia de agua. El segundo factor era de orden técnico y residía en la dificultad de excavar un pozo de tres metros de diámetro en un material suelto y muy poco estable que iba derrumbándose a medida que se profundizaba el pozo. En vez de hacer un cilindro, la inestabilidad de las paredes hacía que la boca se fuese ensanchando, convirtiéndose en un cono que hacía peligrar la ladera de escombros donde se excavaba la perforación. El primer factor, la ubicación del brocal del pozo, se resolvía siempre interpretando cuatro frases que servían como claves para llegar a saber donde estaba enterrada la Fuente Santa. Estas cuatro frases que a modo de piezas de un puzle eran las dos primeras debidas al relato de Abreu Galñindo y las dos últimas a la tradición oral perpetuada de padres a hijos en la isla. Las cuatro frases eran: 
1 El agua manaba tan cerca del mar que en pleamar la mar la cubría.
2 Brotaba tan caliente que puestas unas lapas al punto las desconchaba.
3 El agua surgía al pie de un elevado risco de color plomizo.
4 El agua manaba en un material de tan blanda naturaleza que con una lanza fácilmente se hacían regatones.
Además de estas cuatro frases estaba también la cuestión de la gran cruz de piedra o una excavación alargada que según la tradición y los escritos de Juan de Paz y Antonio Joseph Palmerini, marcaba el emplazamiento donde yacía enterrada la fuente.
Entre todos aquellos que durante 328 años quisieron desenterrar la Fuente Santa cabe citar a los sacerdotes palmeros: Juan de Paz, 1735, y Manuel Díaz Hernández, 1801,o extranjeros atraídos por el reto y la fama de la fuente: Antonio Joseph Palmerini, 1750, o el eminente geólogo Leopold von Buch, 1830. También cabe citar a grandes geólogos e ingenieros españpoles que desde la Península vinieron a buscar la Fuente Santa: Lucas Fernández Navarro, 1925, Juan Gabala y Enrique Godet, 1927, y José Antonio Kimberlán, 1941. Esta lista no puede estar completa sin citar a Luciano Hernández Armas, maestro, secretario del Ayuntamiento, vocal y Presidente de la Cánmara Agrícola de Fuencaliente, quien durante 75 años buscó infatigablemente la fuente y fue el protagonista, junto con los alcaldes del municipio, de tlograr traer a tan eminentes científicos para que buscaran la fuente. Aún con todas estas enminencias nunca se logró perforar más allá de diez o doce metros de pozo, la inestabilidad del material que enterró la fuente se lo impidió.
Desde entonces y durante 328 años la búsqueda de la fuente ha marcado la vida de los palmeros hasta que en 2005, un equipo de ingenieros de la Dirección General de Aguas del Gobierno de Canarias, dirigidos por Carlos Soler Liceras y entre los que se encontraban Miguel Ángel Sicilia de Paz, Miriam Hernández Andreu, Herminio Torres y los encargados Carmelo Martín Luis y Manuel Jesús Rodríguez, la encontraron y desenterraron mediante la perforación de una obra de ingeniería realmente singular, un túnel de pequeña sección, armado con cerchas y redondos, relleno el trasdós con las propias piedras de la excavación y 200 metros de longitud que colocada su solera al nivel del mar permitió llegar hasta el pie del acantilado donde antaño se situaban las charcas de San Lorenzo y de San Blas donde fluía el agua del manantial termal.
La razón por la que el equipo de Carlos Soler descubriera la Fuente Santa estaba en que, fruto del conocimiento del fracaso de sus antecesores, optó por perforar una galería en vez de un pozo, más fácil de resistir y siempre más asequible a cambiar de dirección y con ello buscar el punto de surgencia. Además, también, la clave del éxito estuvo en que para hallar la fuente usó cuatro ciencias. La primera fue la Historia y gracias a la búsqueda de datos supo en una primera aproximación lo que había que buscar y también lo que no había que hacer. La segunda fue la geología con la que pudo distinguir entre el material que sepultó la fuente y el que conformaba el acantilado donde a su pie surgía la maravillosa fuente. La tercera fue la ingeniería con la que logró definir un sistema de cerchas, redondos de hierro y piedras en el trasdós, que le permitió resistir los empujes de las inestabilidades a la vez que la estructura era lo suficientemente flexible para resistir sin romperse los movimientos de asiento de todo el material vertido y acumulado en cientos de metros de potencia; esta estructura también permitía desplazarse cambiando la dirección y así buscar la surgencia bajo tierra y conducidos por el gradiente térmico y los contenidos en bicarbonato del agua que se muestreaba bajo la solera. Y la cuarta fue precisamente la Química del agua que con su críptico lenguaje de cationes y aniones fue dando la clave para encontrar la Fuente Santa.
Una vez encontrada la Fuente Santa el Laboratorio Oliver Rodés de Barcelona analizó sus aguas descubriéndose la verdadera razón de las curas milagrosas de antaño: el agua era clorurada sódica carbogaseosa, la joya de las aguas balnearias, las más buscadas en España y que nunca se encontraron, solo dos hay con esta composición en Europa, Nauheim y Royat, en Francfurt y Vichy, Alemania y Francia respectivamente.
Hoy se puede decir que las aguas de la Fuente Santa son en su especialidad únicas en España y las mejores de Europa por sus elevados contenidos en sales, temperatura y dióxido de carbono. Fuencaliente a 27 de mayo de 2014.